# 卢展工
卢展工（1952年5月—），浙江慈溪人，中国共产黨、中华人民共和国政治人物，原副国级领导人。曾任第十三届全国政协副主席。1969年3月参加工作，1975年1月加入中国共产党。哈尔滨建筑工程学院建筑工程系工业与民用建筑专业毕业，大学学历。曾历任中共浙江省委副书记、中共河北省委副书记、福建省省长、中共福建省委书记、中共河南省委书记等职务。

## 生平

### 早年经历
1969年3月，17岁的卢展工离开家乡，成为黑龙江省富锦县富民公社知青。1972年至1974年，在黑龙江省建筑工程学校工业与民用建筑专业学习。1974年至1978年，任黑龙江省建筑工程学校教师，其间于1975年1月加入中国共产党。1978年至1979年，在华东工程学院自动武器设计专业学习。1979年至1982年，在哈尔滨建筑工程学院（现哈尔滨工业大学）建筑工程系工业与民用建筑专业学习，毕业后获得大学本科学历与工学学士学位。
1982年，30岁的卢展工回到浙江，任浙江省建筑工程总公司施工管理处干事、副处长。1984年至1985年，任浙江省第三建筑工程公司党委副书记、书记。1985年至1986年，任浙江省建筑工程总公司党委副书记。1986年至1988年，任浙江省建筑工程总公司党委书记。其间，1987年3月至7月，在中央党校进修部经济班学习。

### 初入政界
1988年9月至1989年，任中共嘉兴市委副书记、纪委书记，1989年12月升任中共嘉兴市委书记。1991年3月至1992年12月，任中共浙江省委组织部副部长（正厅级）。1992年12月，40岁的卢展工任中共浙江省委常委、组织部部长，晋升副部级。1993年12月至1995年5月，任中共浙江省委副书记、组织部部长。1995年5月至1996年7月，任中共浙江省委副书记。1996年7月，卢展工告别了工作14年的浙江省，调任中共河北省委副书记。1998年10月，又调到北京，任中华全国总工会副主席、党组副书记、书记处书记。

### 福建时期
2001年1月，卢展工被调往福建省，担任中共福建省委副书记。2002年10月任福建省代省长，晋升正部级，2003年1月当选福建省人民政府省长，接替调任浙江省委书记的习近平。2004年2月，中共中央决定，卢展工代理中共福建省委书记职务，同年12月任中共福建省委书记。12月16日，卢展工辞去福建省人民政府省长职务。2005年1月起，兼任福建省人大常委会主任。
在福建时期，自2003年开始，福建省率先在中国建立全省农村居民最低生活保障制度，将每年家庭收入低于1000元的人口全部纳入保障范围。2004年1月，为解决福建省农村农业用水问题，卢展工开展了分5年实施的“六千”水利工程，即千万农民饮水、千座水库保安、千万亩农田节水灌溉、千万方山地水利、千万亩水土流失治理和千里河道清水六项工程。2004年，为解决福州市交通问题，卢展工大力开发福州市的市政建设，使得福州交通乱象得到缓解，公交线路较曾经的30年翻了10倍。2004年，福州仓山区金山半区得到开发，使得福州的可用面积得到扩张。随后，卢展工提议福建省的福州市、厦门市发展地铁和BRT，其中厦门快速公交2008年投入运营，此后福州地铁2016年通车。2018年，厦门地铁也得以通车。在区域经济谋略上，卢展工提出“海峡西岸经济区”的战略概念，并于2006年被正式纳入中国“十一五”规划，一批国家支持的重大基础设施和重大产业项目相继投入建设。卢展工在福建省任职8年多时间里，福建省GDP从2001年的4258亿增长到了2008年的10863亿，成为中国第11个迈入“万亿俱乐部”的省份。

### 调任河南
2009年11月，卢展工调任河南省委委员、常委、书记，不再担任福建省委书记、常委、委员职务。2010年1月，当选为河南省人大常委会主任。2011年10月30日，中共河南省第九届委员会第一次全体会议选举卢展工为河南省委书记。2013年1月29日，在河南省十二届人大一次会议上连任河南省十二届人大常委会主任。
卢展工在履新河南致辞中表示“河南是中国知名的地方，对河南仰慕已久。但对河南的情况了解不多，唯恐辜负中央和河南干部群众的期望”，此后30天，先后到河南10个地市调研，熟悉河南省情。民生方面，在卢展工推动下，通过政府投入和民间捐赠，郑州公交空调车数量增加近一倍，票价从两元降为一元，郑州公交车全部步入“平价时代”，同时还取消了O牌特权车。2010年在中国“两会”间隙，卢展工在京看望河南籍打工者，大赞侠肝义胆、不畏艰难的河南人，此后每年“两会”，卢展工都会召集河南籍在京务工人员座谈。
在经济领域，河南常年被温家宝领导的国务院限定为发展农业生产，河南耕地仅占中国十六分之一，粮食总产量却占中国十分之一，而且不断向河南摊派粮食增产任务，比如在中国十二五规划中，中国粮食产量到2020年须增加1000亿斤，分配给河南省的增产任务就达到300亿斤。基于温家宝对河南严苛的土地政策，极具争议的河南平坟运动向坟地要土地的政策在河南多个地市展开。面对河南在温家宝从工业、教育、交通和区域政策等领域的全面打压下的困难局面，2009年卢展工提出中原经济区战略，随后吴敬琏、厉以宁和刘国光等经济学家纷纷在不同场合高调表态支持这一战略，在卢展工通过联合经济学家和媒体强力造势下，直到2011年9月，温家宝任期末端，其领导的国务院对河南的呼声才有实际回应，同年9月底，中国国务院下发《关于支持河南省加快建设中原经济区的指导意见》，同年10月8日，正式成为国家战略。

### 全国政协
2013年3月11日，在十二届全国政协一次会议上，61岁的卢展工当选第十二届全国政协副主席，晋升副国级。2013年3月20日，卢展工不再兼任河南省委书记、常委、委员职务。2014年起，任全国政协京昆室主任。
2018年1月，当选第十三届全国政协委员。2018年3月14日，在十三届全国政协一次会议上，66岁的卢展工再次当选全国政协副主席。
他是中国共产党第十五届中央委员会候补委员，第十六届、十七届、十八届、十九届中央委员。中国人民政治协商会议第十二、十三届全国委员会副主席。

## 评价
在福建任期期间，卢展工给人的印象是很擅长经济工作，卢展工为人表面看起来很严肃，但是接触起来很和善。另外，卢展工很喜欢去基层调研，每年花大量时间到基层听取基层的意见和建议，因工作雷厉风行，被许多媒体称为“卢旋风”。在河南期间卢展工展现出亲民、务实、思路清晰和善抓大事的施政风格，政绩既具体可见，又颇易梳理。众多河南网民自称“卢粉”，并昵称卢展工为“工哥”。在河南官员印象中，卢展工工作作风深入，研究问题细致，涉猎领域广泛。